# BBC Worldwide
BBC Worldwide Limited fue la filial comercial de la BBC, formada tras la reestructuración de su predecesora BBC Enterprises en 1995. Se encargaba de explotar las marcas de la BBC y vendía programas de la BBC y otras fuentes británicas para su emisión en el extranjero con el objetivo de complementar los ingresos recibidos por la BBC a través del canon televisivo.
La compañía se fusionó con BBC Studios el 1 de abril de 2018 para formar una nueva compañía de licencias, producción y distribución bajo el nombre de BBC Studios.

## Historia
Además de la emisión, la BBC durante la mayor parte de su vida también producía material adicional para su venta, cuyos beneficios volverían a la corporación para ayudar en la financiación de sus servicios. El producto de mayor rendimiento en los comienzos fue el programa Radio Times. Sin embargo, los ingresos netos que proporcionó en 1928 sólo equivalían a un 10% del total de ingresos de la BBC.
Antes de 1979, había varios departamentos de la BBC que se encargaban de la explotación y venta de marcas y programas de su propiedad. BBC Publications, que producía revistas, libros y otros suplementos, se había expandido rápidamente a finales de los sesenta, pero aún tenía dificultades financieras: en 1974 la división tuvo pérdidas de 14.000 libras. Esto se rectificó, sin embargo, mientras la situación económica mejoraba, y para 1982, BBC Publications tenía beneficios de 4,7 millones de libras. BBC Transcription Services licenciaba material radiofónico de la BBC a emisoras internacionales.
La explotación de programas de televisión comenzó en 1958 con el establecimiento de un puesto de mánager de negocio. Esto se fue expandiendo gradualmente hasta el establecimiento de Television Promotions (después renombrada a Television Enterprises) en 1960 bajo un director general. En su primer año, el departamento vio la venta de 550 programas al extranjero con una facturación de 234.000 libras, y más de 1.200 programas se vendieron al año siguiente. La explotación de programas radiofónicos sólo llegó al mismo nivel con la creación de Radio Enterprises en 1965. Sin embargo, tras la retirada del director general de Radio Enterprises en 1969, los dos departamentos se fusionaron para formar BBC Enterprises.
En 1979, el departamento se convirtió en BBC Enterprises Ltd., una compañía subsidiaria propiedad de la BBC. Para 1982, la división se estaba expandiendo, con divisiones responsables de video doméstico (con la marca BBC Video), audio grabado (bajo las marcas BBC Records y BBC Cassettes), cine y merchandising. Para este punto, la compañía tenía una facturación de 23 millones de libras. El 1 de abril de 1986, todas las actividades comerciales de la corporación, incluida BBC Publications, fueron absorbidas por BBC Enterprises Ltd.
En 1991, BBC World Service Television se convirtió en la primera operadora comercial de la BBC tras el rechazo del ministerio de pagar por ella. BBC Enterprises Ltd posteriormente se reorganizó en 1995 como BBC Worldwide Ltd. En 2004 se hizo una revisión de las actividades comerciales de la BBC y concluyó que la venta de los activos de BBC Worldwide no compensaban con mantener el negocio y llevarlo con más fuerza. En lugar de eso, se hizo algunos cambios a su competencia, enfoque, estructura y gobierno, por ejemplo, que sólo publicaría títulos en el Reino Unido ligados a programas de la BBC o géneros clave.
En 2004, BBC Video se fusionó con VCI para formar 2 Entertain, que era en parte propiedad de BBC Worldwide; al año siguiente, la compañía vendió el magazine Eve al Haymarket Group, y en 2006 vendieron BBC Books a Random House. En 2007, BBC Worldwide compró un 75% de la editora de guías de viajes Lonely Planet por 88,1 millones de libras, y después aumentó su propiedad al 100% en febrero de 2011.
En enero de 2009, se anunció que Ofcom había lanzado la recomendación de que Channel 4 se fusionara bien con la cadena comercial Five o bien con BBC Worldwide. El director de Channel 4 anunció que prefería la segunda opción, añadiendo: "Estamos en discusiones en este momento con BBC Worldwide y son realmente muy emocionantes". El mismo año, la compañía ganó el Queen's Award para Empresas que reconocía el crecimiento y éxito de las compañías.
En 2012, la compañía comenzó a reorganizar sus divisiones de un sistema basado en productos a otro basado en localizaciones, lo que provocó que Jana Bennett abandonara la compañía.
En 2013, BBC Worldwide vendió Lonely Planet a NC2 Media del multimillonario de Kentucky Brad Kelley por 75 millones de dólares (51,5 millones millones de libras), significativamente menos que los 130,2 millones de libras que la BBC había pagado por la compañía, con una pérdida de 80 millones de libras.
En 2017, bajo las revisiones de la Carta de la BBC y la posterior aprobación de BBC Trust, la emisora formó una segunda subsidiaria comercial conocida como BBC Studios, para mantener la mayoría de las unidades de producción internas de la emisora (incluidas Factual, Entertainment, Scripted y Music & Events). A cambio de la reestructuración, que también permite a la BBC producir programas para que las emisoras competidoras financien sus servicios públicos, la BBC acordó permitir que los estudios de la BBC y terceros pujen en las licitaciones para producir sus programas internos que no son de noticias a través del los próximos 11 años. El 29 de noviembre de 2017, la BBC anunció que BBC Worldwide se fusionaría con BBC Studios en abril de 2018, lo que le dio a la emisora una división integrada involucrada tanto en la producción como en la venta de programación.

## Operaciones

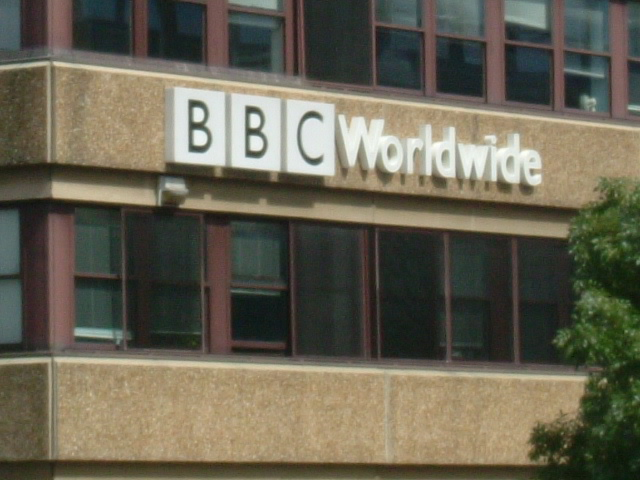
Sede central de BBC Worldwide en Londres hasta 2008.

BBC Worldwide es responsable de un amplio abanico de actividades comerciales, principalmente conectadas de alguna forma con los propósitos públicos de la BBC principal. En la actualidad el negocio está dividido en cinco negocios operativos que cubren todas las operaciones de la compañía: Canales; Contenidos y Producción; Marcas; Consumidores y Nuevas Empresas; Productos de Consumo y Ventas y Distribuciones.
La división de canales se fundó en 2005 y es la que genera la mayor parte de los beneficios y crecimiento de la compañía. Se encarga de la emisión de varias cadenas internacionales y domésticas:
- BBC America – 50.1% con AMC Networks
- BBC Canada – 20% con Corus Entertainment
- BBC Entertainment
- BBC First
- BBC Brit
- BBC HD (internacional)
- BBC Junior
- BBC Kids – 20% con Knowledge Network Corporation
- BBC Knowledge (Worldwide)
- BBC Lifestyle
- BBC Living
- BBC Earth
- BBC Entertainment
- CBBC
- CBeebies
- UKTV, red británica de 10 canales – 50% con Scripps Networks Interactive
- UKTV en Australia y New Zealand
- UKTV America – 29% con ITV plc
- Distribuir BBC News

La división de Contenidos y Producción se fundó en 2006 y se encarga de invertir el dinero de la compañía en nuevas producciones, tanto de la BBC como de otras productoras independientes. También explota los formatos de programas de la BBC y los altera para adaptarlos a las audiencias internacionales - un ejemplo es la explotación del formato Strictly Come Dancing, que se convirtió en España en Mira quién baila - maximizando los ingresos al recibir una tasa de producción de la emisora local, así como una suma por la venta de los derechos iniciales de re-versión. La división trabaja junto con la división de Ventas y Distribución, que vende los derechos de emisión de los programas completos hechos por la BBC y otras productoras (como el drama Mine All Mine de ITV en 2004). Incluye la venta de clips individuales a través de BBC Motion Gallery a otras emisoras. En 2010-2011, esta división vendió los derechos de más de 74.000 horas de contenido televisivo.
Las otras dos divisiones de la compañía se encargan de las marcas de programas individuales: Marcas Globales se enfoca en el reconocimiento internacional de las marcas, mientras la división de Consumo produce una variedad de bienes alrededor de esas marcas. El trabajo de esta última incluye la expansión de las marcas a nuevas áreas, y crea y vende una variedad de productos, ocasionalmente en colaboración con otras compañías, incluyendo lanzamientos en VHS y DVD, productos de audio hablado o musical, CD-ROMs, videojuegos, libros y revistas.

## Activos y marcas
- Dueña de la compañía editora de video 2 Entertain, con productos con la doble marca 2 Entertain y BBC.
- Dueña de Demon Music Group
- Dueña de la marca de libros de guía Lonely Planet
- Dueña de BBC Shop
- Dueña de BBC Motion Gallery
- 25% de participación en la productora Left Bank Pictures.[15][16]
- 25% de participación en la productora independiente Cliffhanger Productions.[17]
- 25% de participación en BBC Children's Books, una publicación de Penguin Group, dueña del 75% restante.[18]
- 15% de participación en BBC Audioboox, con el 85% restante propiedad de AudioGo. Publicada por AudioGo con las marcas BBC Audiobooks o BBC Audio.[19][20]
- Participación minoritaria en BBC Books, con la mayoría de la participación propiedad de Random House Group.[6]
- Participación minoritaria en BBC Active, con Pearson PLC con la mayoría de la propiedad.[21] Esta marca publica material educativo.

Estas actividades comerciales permiten a BBC Worldwide devolver beneficios y dividendos a la BBC para que los reinvierta en sus operaciones de emisión. En 2007-2008, BBC Worldwide invirtió 75,1 millones de libras internamente y en programas desarrollados por la BBC. Sin embargo, se ha criticado a menudo la cantidad de dinero que la BBC obtiene de BBC Worldwide. Algunos rivales comerciales protestan por la ventaja que tiene la compañía por la explotación del catálogo y recursos de la BBC para proporcionarle sus bienes y servicios.